# Traumpartner TV
Traumpartner TV war ein deutscher Mediendienst, der über Satellit (DVB-S) und einige Kabelnetze (DVB-C) empfangen werden konnte. Der Tochtersender der RTL interactive GmbH (ehemals RTL NEWMEDIA GmbH) hatte am 1. Dezember 2004 seinen Sendebetrieb auf Astra digital aufgenommen.
Der Sendebetrieb wurde zum 31. Oktober 2007 eingestellt.

## Hintergrund
Gesendet wurde anfangs von 12.00 Uhr bis 22.00 Uhr. Ab April 2005 wurde der Start auf 9.00 Uhr vorverlegt, ab Oktober 2005 wurde bereits ab 6.00 Uhr gesendet.

## Interaktiv
Die Interaktivität begründete sich in erster Linie aus der Möglichkeit der kostenpflichtigen Teilnahme an einem Chat auf dem Bildschirm im Rahmen des Liveprogramms und auf eigenen Teletextseiten per SMS oder MMS. Daneben gab es die Möglichkeit, über eine angeschlossene Online-Dating-Plattform im Internet mit anderen Teilnehmern zu kommunizieren.

## Moderatoren
Gesicht des Senders war lange Zeit Juliane Ziegler. Von Dezember 2004 bis August 2005 moderierte Shermine Shahrivar.

### Gastmoderatoren
Es traten regelmäßig Gast- oder Co-Moderatoren auf, so z. B.:
- Carsten Spengemann
- Nazan Eckes
- Isabel Varell
- Ruth Moschner
- Oli.P
- 4 United (bestehend aus den „RTL Superstars“ Daniel Küblböck, Gracia, Stephanie Brauckmeyer und Nektarios)

## Empfang
Der Satellitenempfang war mit folgender Einstellung möglich:
- Satellit: Astra 19,2 Grad Ost
- Frequenz: 12,188 GHz
- SR 27.500
- FEC 3/4

Traumpartner TV wurde des Weiteren in viele Kabelnetze eingespeist und auf der Website des Senders gestreamt.

## Einstellung
Am 1. Oktober 2007 bestätigte die Geschäftsführung des Senders die Einstellung des Programms zum 31. Oktober 2007. Grund dafür waren die nach Senderangaben selbst gestellten, aber nicht erreichten Ziele. Entscheidend dafür war unter anderem, dass die schnelle Entwicklung des Internet-Dating unterschätzt wurde und der online-Bereich sowie der TV-Sender nur rudimentär miteinander verknüpft waren.